# Panchkula (Distrikt)
Der Distrikt Panchkula (Hindi पंचकुला जिला, Urdu پنچکولہ ضلع) ist ein Distrikt im indischen Bundesstaat Haryana. Sitz der Verwaltung ist die gleichnamige Stadt Panchkula.

## Geographie

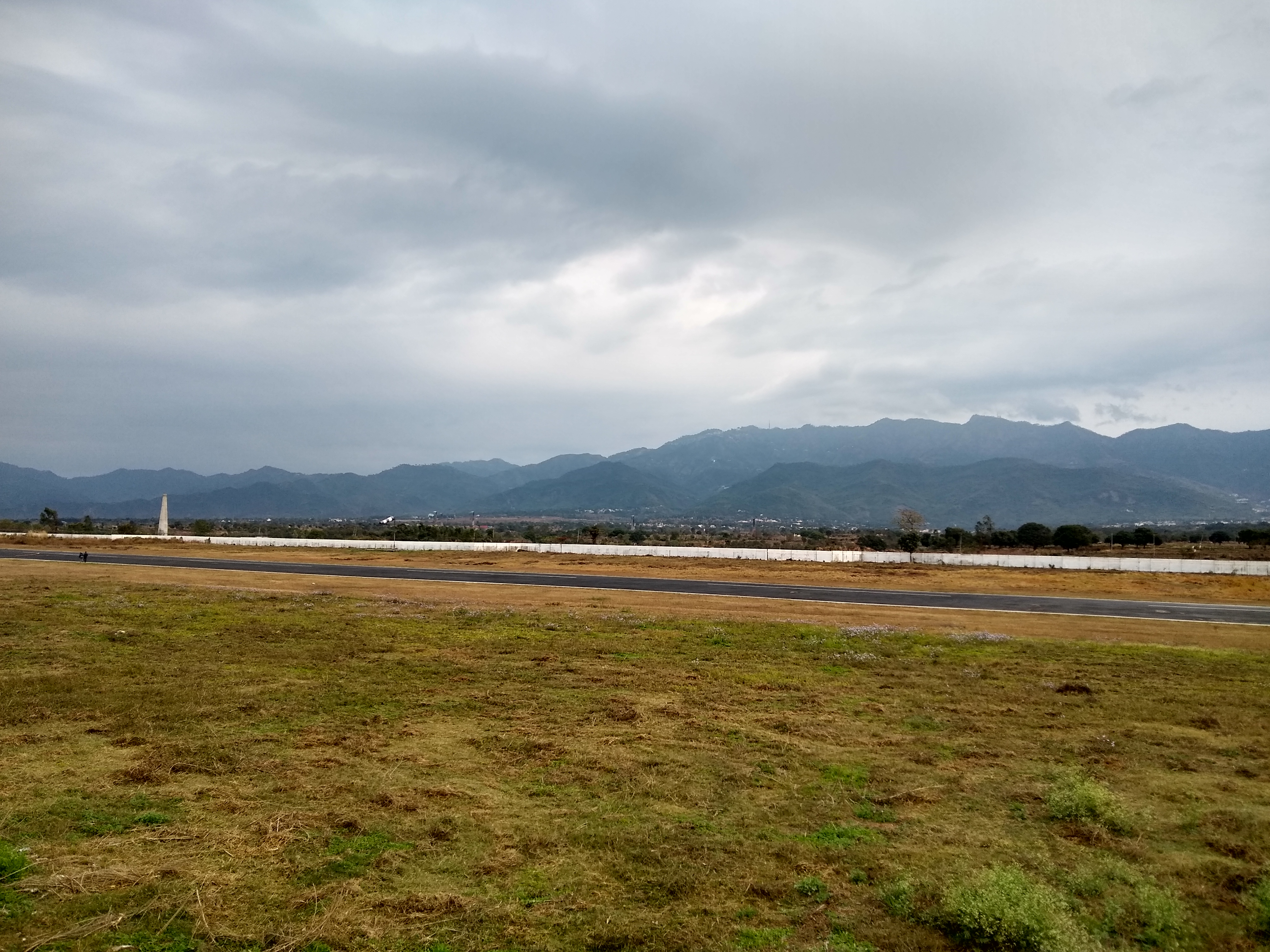
Blick auf die Siwaliks während der Monsunzeit

Der Distrikt bildet einen zipfelartigen Ausläufer an der Nordspitze Haryanas und umfasst eine Fläche von 898 km². Im Westen grenzt er an das Unionsterritorium Chandigarh und den Punjab (Distrikt Sahibzada Ajit Singh Nagar), im Norden und Osten an Himachal Pradesh (Distrikte Solan und Sirmaur) und im Süden an den Distrikt Ambala von Haryana.
Physiogeographisch kann der Distrikt in drei Anteile unterteilt werden: die Ausläufer des Siwalik-Gebirges (Siwaliks), zergliederte hügelige Ebenen (Kandi) und die Schwemmebenen des Tieflandes. Die Siwalik-Hügelketten nehmen den nördlichen und nordöstlichen Rand des Distrikts ein und erreichen eine Höhe von bis zu 950 Metern über dem Meeresspiegel bzw. etwa 500 Metern relativ zu den angrenzenden Schwemmlandebenen. In den Siwaliks entspringen zahlreiche, jahreszeitenabhängig Wasser führende Bäche, die die relativ steilen Berghänge in einzelne Abschnitte untergliedern und die viel Geröll und Steine in die Ebenen mitführen bzw. in der Vergangenheit mitgeführt haben. An die Siwalks anschließend findet sich im nördlichen Abschnitt des Distrikts eine 3 bis 8 Kilometer breite Zone von Hügelland, das eine Höhe über dem Meeresspiegel von etwa 250 bis 375 Metern erreicht. Weiter südlich davon geht dieses in die große Schwemmebene über, die von den Flüssen des Indus-Ganges-Beckens gebildet wurde. Hauptfließgewässer im Distrikt Panchkula ist der Ghaggar mit seinen Zuflüssen. Ein kleiner Anteil des Distrikts im Nordwesten wird vom Sirsa Nadi, einem Zufluss des Satluj entwässert.

## Klima
Das Klima Panchkulas entspricht einem subtropischen Monsunklima mit milden und trockenen Wintern und heißen und trockenen Sommern. Während der Monsunzeit strömt feuchte Luft ozeanischen Ursprungs in den Bezirk ein. Es gibt vier Jahreszeiten: die heiße Jahreszeit beginnt von Mitte März bis zur letzten Woche im Juni, gefolgt vom Südwestmonsun, der bis September andauert. Die Post-Monsunzeit von September bis November bildet eine Übergangsphase und die Wintersaison beginnt spät im November und dauert bis zur ersten Märzwoche. Der mittlere Jahresniederschlag liegt bei 1057 mm, wovon im Mittel 911 mm (86 %) während der Monsunmonate zu erwarten sind. Juli und August sind die regenreichsten Monate, und es gibt durchschnittlich 49 Regentage im Jahr. Außerhalb der Monsunzeit tritt Regen häufig im Zusammenhang mit westlichen Tiefdruckgebieten und in Form von Gewitterstürmen auf. Die mittleren Maximal- und Minimaltemperaturen betragen 39,1 °C (Mai/Juni) und 6,1 °C (Januar).

## Geschichte

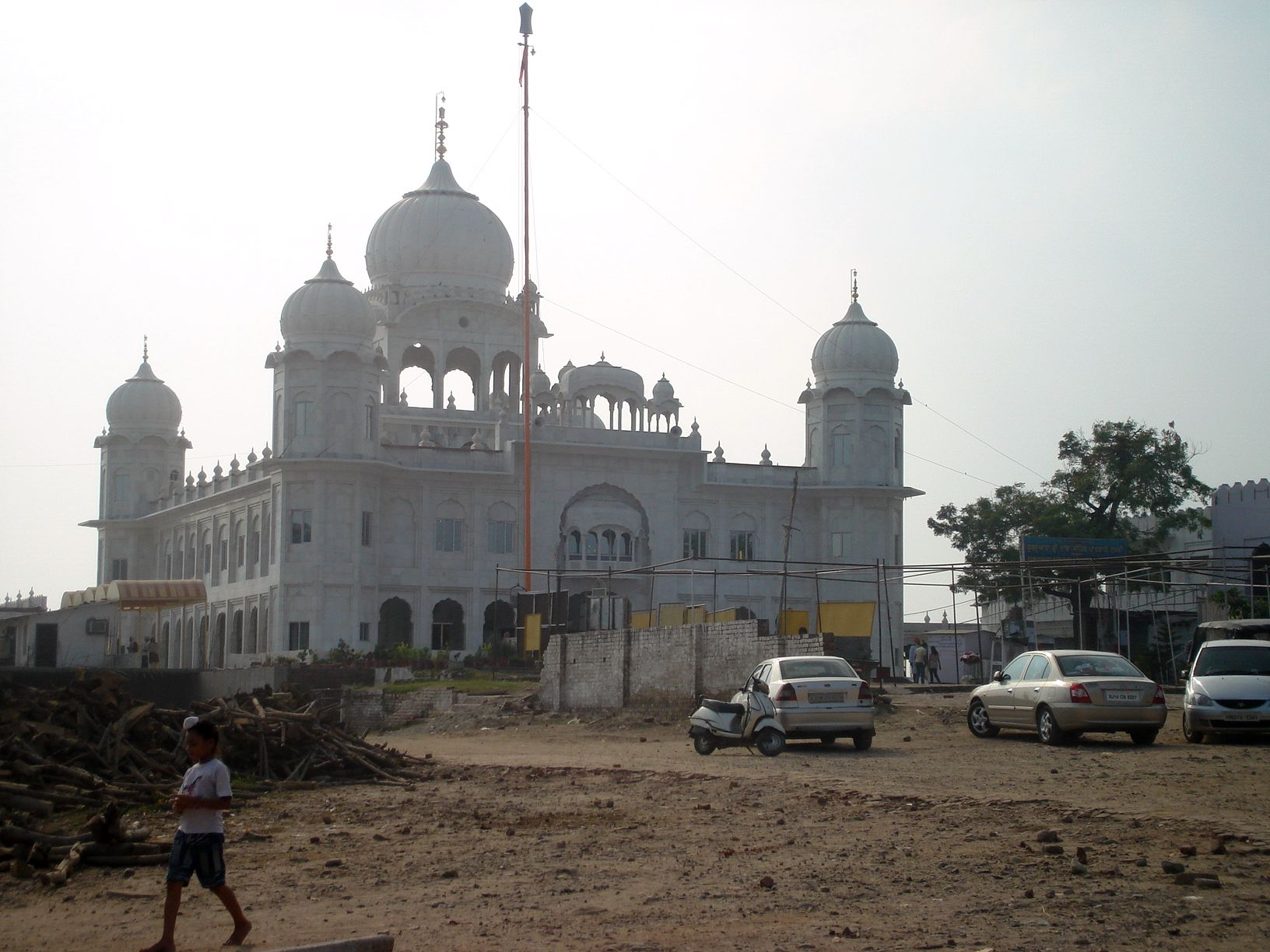
Nada Sahib gurudwara

Der Distrikt erhielt seinen Namen nach der Distrikthauptstadt. Deren Name leitet sich von Panch – „fünf“ und kuhls – „Quellen“ ab, was sich auf natürliche Quellen in der Gegend bezieht. Die Region kam ab 1805 unter die zunächst indirekte Herrschaft der Britischen Ostindien-Kompanie und wurde später Teil des Distrikts Ambala. Der Distrikt Ambala bestand auch nach der Unabhängigkeit Indiens 1947 weiter fort und erfuhr zahlreiche Änderungen der Distriktgrenzen. Im August 1995 wurde der Distrikt Panchkula als eigener Distrikt von Ambala abgetrennt.

## Bevölkerung
| Jahr | Einwohner |
| ---- | --------- |
| 2001 | 468.411   |
| 2011 | 561.293   |

Die Einwohnerzahl lag bei der Volkszählung 2011 bei 561.293. Die Bevölkerungswachstumsrate im Zeitraum von 2001 bis 2011 betrug 19,83 %. Panchkula wies ein Geschlechterverhältnis von 873 Frauen pro 1000 Männer und damit den in Indien häufigen und in Haryana besonders ausgeprägten Männerüberschuss auf. Der Distrikt hatte 2011 eine Alphabetisierungsrate von 81,88 %, was einer Steigerung um knapp 8 Prozentpunkte gegenüber dem Jahr 2001 entsprach. Die Alphabetisierung lag damit über dem nationalen Durchschnitt (74 %) und über dem Durchschnitt Haryanas (75,6 %). 87,4 % der Bevölkerung waren Hindus, 7,3 % Sikhs, 4,2 % sind Muslime, 0,5 % Christen, 0,3 % Jainas, 0,2 % Buddhisten und ca. 0,1 % gaben keine Religionszugehörigkeit an oder gehörten anderen Religionen an. Im Distrikt ist die Sprache Haryanvi verbreitet, ein Dialekt von Hindi.
Knapp 55,8 % der Bevölkerung lebten 2011 in städtischen Siedlungen. Größte Stadt war Panchkula mit 211.355 Einwohnern.